# Aquilegia pancicii
Aquilegia pancicii (лат.) — многолетнее травянистое растение, вид рода Водосбор (Aquilegia) семейства Лютиковые (Ranunculaceae). Вид известен только из горного региона Сува-Планина в восточной Сербии.

## Ботаническое описание
Многолетнее травянистое растение высотой от 20 до 70 см. Имеет сильно разветвлённую корневую систему и прочный стержневой корень. Вертикальный стебель густо покрыт железистыми волосками. Листья, расположенные в рыхлой базальной розетке с железистыми волосками на обеих сторонах, трёхгранные с яйцевидно-ланцетными, неразделёнными или трифолиальными конечными сегментами.
Цветёт в июне. Рацемозное соцветие на длинном стебле, содержит от трёх до пяти, иногда больше, поникающих цветков. Гермафродитный, радиально симметричный цветок со шпорцем имеет диаметр 3-4 см. Чашелистики имеют яркий синий цвет. Пять венчиковидных листочков околоцветника ярко-синие, длиной 1,5-2 см. Нектарные листочки длиной до 2 см, сверху ярко-синие, пластинка белая. Шпора на 1,2 см длиннее пластинки и крючковатая; пластинка длиной 7 мм. Тычинки многочисленные, выступают над лопастью медового листа. Тычинки ланцетные, заострённые.
Пять-десять железистых, волосистых плодов длиной более 2 см содержат большое количество тёмных, блестящих семян.
Отличительной особенностью от других видов аквилегий Балканского полуострова, Aquilegia amaliae, Aquilegia dinarica и Aquilegia blecicii, является длина пластинки внутренних лепестков. У Aquilegia pancicii она короче 8 мм, у всех остальных — более 9 мм. Только у Aquilegia amaliae subsp. ottonis тычинки выступают над нектарниками.

## Распространение
Распространение ограничено скалистыми участками в известняковом массиве Сува-Планина недалеко от Бела-Паланки и Пирота в восточной Сербии.

## Таксономия
Венгерский ботаник Арпад фон Деген, проводивший исследования флоры Велебита в Далмации, описал вид Aquilegia pancicii в 1905 году на основе экземпляра, описанного Отмаром Райзером, тогдашним хранителем Музея естественной истории Сараево в Боснии и Герцеговине, где в настоящее время находится голотип. Он назвал вид в честь хорватского ботаника и первого президента Сербской академии наук и искусств Йосифа Панчича.